# Hedwig von Alten
Hedwig von Alten (Bad Harzburg, 1847. március 24. – München, 1922. augusztus 25.) német írónő, nőjogi aktivista. Néhány művét névtelenül publikálta.

## Élete
Alsó-Szászország régi nemesi családja tagjaként kiváló oktatást kapott. Korán a társadalomtudományok felé fordult, munkáiban elsősorban a nők emancipációjáért kampányolt. Előadásokkal vett részt a női egyenjogúsági mozgalomban. Weibliche Ehre című, a Drezdai Német Általános Nőszövetségben mondott beszédét 1892-ben tették közzé. Cikkeket tett közzé az emancipációs folyóiratokban, például a Das Recht der Frau: Organ für die moderne Frauenbewegung-ban és a Neues Frauenleben-ben. 1895-ben az ő javaslatára alapították meg Ausztriában a szegény sorsú nők első jogvédelmi irodáit. Az Általános Osztrák Nőszövetség tiszteletbeli tagja volt.

## Munkái
- Zwei Geschichten aus dem vollen Leben (benne: Das Akt-Modell, Morgenrot; 1886)
- Neue Geschichten aus dem vollen Leben (benne: Der Spaß der Welt, Eine heilige Geschichte in Briefen, Fanny, die Philosophin, Das Hexen-Lenchen; 1888)
- Der Mörder (regény, 1889)
- Weibliche Ehre (előadás, 1892)
- Roma (versek, 1902)

## Fordítás
- Ez a szócikk részben vagy egészben  a   Hedwig von Alten című német Wikipédia-szócikk ezen változatának fordításán alapul.  Az eredeti cikk szerkesztőit annak laptörténete sorolja fel. Ez a jelzés csupán a megfogalmazás eredetét és a szerzői jogokat jelzi, nem szolgál a cikkben szereplő információk forrásmegjelöléseként.